# Jaime Morales (guionista)
Jaime Esteban Morales Orellana es un destacado guionista chileno de cine y televisión.
Guionista de teleseries como Tentación y Charly Tango en Canal 13, Hijos del Monte, Martín Rivas, Su nombre es Joaquín, 'Reserva de Familia, Somos los Carmona, Volver a amar y La chúcara en Televisión Nacional de Chile, además de series como Karkú (Transmitida por Nickelodeon) Cumpleaños (Thriller de suspenso estrenado en Chile y exhibido en países como México y Uruguay), Corin Tellado (Basado en las clásicas novelas), la adaptación chilena de "Ana y los 7", las dos últimas para CHV (Chilevisión) y la serie juvenil "Celeste" del NTV, el canal cultural familiar de TVN.
Escritor del guion de la película a estrenarse "Divine, la película", inspirado en el incendio de la emblemática discoteque de Valparaíso, además de autor de la obra teatral "Corre que te pillo"

## Créditos

### Telenovelas
| Año  | Título                | Cargo                 | Medio               |
| ---- | --------------------- | --------------------- | ------------------- |
| 2004 | Tentación             | Guionista             | Canal 13            |
| 2006 | Charly tango          | Guionista             | Canal 13            |
| 2008 | Hijos del Monte       | Guionista             | Televisión Nacional |
| 2010 | Martín Rivas          | Guionista             | Televisión Nacional |
| 2011 | Su nombre es Joaquín  | Guionista             | Televisión Nacional |
| 2012 | Reserva de familia    | Guionista             | Televisión Nacional |
| 2013 | Somos los Carmona     | Guionista             | Televisión Nacional |
| 2014 | Volver a amar         | Guionista             | Televisión Nacional |
| 2014 | La Chúcara            | Guionista             | Televisión Nacional |
| 2016 | El Camionero          | Guionista             | Televisión Nacional |
| 2017 | La Colombiana         | Jefe de guion         | Televisión Nacional |
| 2018 | Amar a morir          | Jefe de guion         | Televisión Nacional |
| 2024 | Marea de pasiones     | Guionista             | TelevisaUnivision   |
| 2025 | Mi boda es una trampa | Autor y jefe de guion | Canal 13            |

### Series
- Cumpleaños (2009)
- Karkú (2007)
- Ana y los siete (2007)
- Celeste (2022-2023)

### Películas
- Divine, la película

### Obras de Teatro
- Corre, que te pillo (2013)

- Datos: Q5848245

### Adaptaciones de sus obras
- Amores con Trampa (2015) (adaptación de Somos los Carmona)
- Vino el amor (2016-2017) (adaptación de La Chúcara)
- Mi camino es amarte (2022-2023) (adaptación de El camionero)